# Haras national de Pompadour
Le Haras national de Pompadour est situé au château de Pompadour à Arnac-Pompadour en Corrèze, commune qui abrite aussi le siège administratif de l'IFCE (Institut français du cheval et de l’équitation) depuis 2010 dont le siège social est à Saumur). Arnac Pompadour abrite aussi le Système d'Identification Répertoriant les Équidés (SIRE), fichier national d'immatriculation des chevaux. Pompadour est également le deuxième site des Haras nationaux après le haras national du Pin en Normandie.
Le nom du haras proprement dit est le Puy Marmont.

## Histoire
Le premier haras fut créé par la marquise de Pompadour à proximité du château.
Il devient véritablement actif au XVIIIe siècle grâce aux étalons en provenance des écuries royales.
À la Révolution, le haras est fermé comme la plupart des autres établissements. Napoléon le rétablit et y envoie des étalons arabes dont il avait apprécié les qualités au cours de la campagne d'Égypte.
Pompadour est le berceau de la race anglo-arabe. Les historiens ne sont pas arrivés à savoir qui d'Antoine Chebrou de Lespinats, nommé directeur en 1834, ou de monsieur Gayot, qui lui succède en 1843, en est à l'origine.
L'allée de marronniers qui mène à l'hippodrome aurait été plantée par le duc de Choiseul.

## Le haras contemporain
Avec plus de 160 jours de manifestations par an dont six championnats de France et deux internationaux en 2016, Pompadour est un lieu important pour les cavaliers ainsi que pour le grand public.
Le haras national de Pompadour est en effet l’un des lieux de l’événementiel équestre en France, offrant du sport, avec des compétitions équestres (Grande Semaine de Pompadour, Grand national de concours complet, …) et onze journées de courses. On court sur l'hippodrome aussi bien le plat que l'obstacle.
C’est aussi un pôle d’animation autour des chevaux, avec les cabarets équestres de l’été dont les représentations ont lieu dans le manège de l’Orangerie, aménagé pour l’occasion en salle de spectacles. Des visites (libres et guidées) sont organisées chaque jour, complétées par des spectacles équestres en saison.